# Diaphus impostor
Diaphus impostor är en fiskart som beskrevs av Nafpaktitis, Robertson och Paxton, 1995. Diaphus impostor ingår i släktet Diaphus och familjen prickfiskar. Inga underarter finns listade i Catalogue of Life.